# Língua chakma
A Língua changma kodha, ou changma vaj, é uma língua indo-europeia falada no sudeste de Bangladexe e nas regiões próximas situadas na Índia. Mesmo que os chakma já tenham falado uma língua pertencente às línguas tibeto-birmanesas eles foram muito influenciados por seus vizinhos falantes de chatigonês, língua do ramos das línguas indo-arianas próxima ao bengali. Muitos linguistas consideram que a changma kodha atual faz parte das línguas bengali-assamesas, ramo das indo-arianas. Há uma escrita própria da língua chakma, a chamada ojhapath.

## Outros nomes
A língua chakma é também conhecida como sangma, sakma, takam em Bangladexe e como chakama, takam, tsakma na Índia.

## Falantes
150 mil em Bangladexe – Agricultores de arroz; Pesca; Religiões: budismo e cristianismo.
400 (outros dados 100 mil) na Índia – Agricultores de roça; Budismo sincrético com crenças tradicionais.
Distinguem-se seis dialetos e a inteligibilidade entre os falantes do changma kodha de Bangladexe e o da Índia é muito difícil. Muitos falam também a língua Mizo e o Bengali na Índia. Homens com mais estudo em Bangladexe usam o Bengali.

## Localização
Na Índia a língua é falada em Mizorão, sudoeste – rio Karnafuli; Tripurá, Distritos de Tripurá Norte e Tripurá Sul, Subdivisão Kailashahar; Assão, Karbi, Anglong, Cachar Norte, Distritos Cachar; Arunachal Pradexe, Distritos Tirap e Changlang, Subdivisão Miao; Distrito Lohi, Círculo, Chowkham Circle; Bengala Ocidental, Manipur. Em Bangladexe o Chakma é falado em Chatigão, no Sudeste.